# كيلبورن بارك (محطة مترو أنفاق لندن)
كيلبورن بارك (بالإنجليزية: Kilburn Park)‏ هي إحدى محطات مترو أنفاق لندن. تقع على خط بيكرلو أفتتحت في المنطقة (Zone) رقم 2 أفتتحت في 31 يناير 1915.

## تاريخ
افتتاح كيلبورن بارك في 31 يناير 1915 كمحطة نهائية مؤقتة لامتداد خط باكرلو من محطة بادينغتون باتجاه كوينز بارك. تم تمديد الخدمات إلى كوينز بارك في 11 فبراير 1915. عند افتتاح الامتداد، لم تكن محطة Maida Vale مكتملة وكانت المحطة السابقة هي Warwick Avenue حتى 6 يونيو 1915. تم تصميم مبنى المحطة من قبل ستانلي. أكوام في نسخة معدلة من محطات خط Bakerloo السابقة المصممة من قبل Leslie Green بواجهات تيرا كوتا زجاجية ولكن بدون النوافذ الكبيرة نصف الدائرية في مستوى الطابق الأول. كانت واحدة من أولى محطات مترو أنفاق لندن التي تم بناؤها خصيصًا لاستخدام السلالم المتحركة بدلاً من المصاعد .

## طرق المواصلات
خطوط الحافلات 31 و 32 و 206 و 316 و 328 وطريق المدرسة 632 والطرق الليلية N28 و N31 تخدم المحطة. كما أنه لا يبعد سوى مسافة قصيرة سيرًا على الأقدام عن محطة كيلبورن هاي رود (لندن أوفرغراوند) .
تم افتتاحه على بعد مسافة قصيرة جنوب محطة Kilburn High Road التي كانت تتعامل في السابق مع الكثير من حركة مرور الركاب في المنطقة، مما يوفر اتصالاً أسرع بـ West End .

## معرض صور

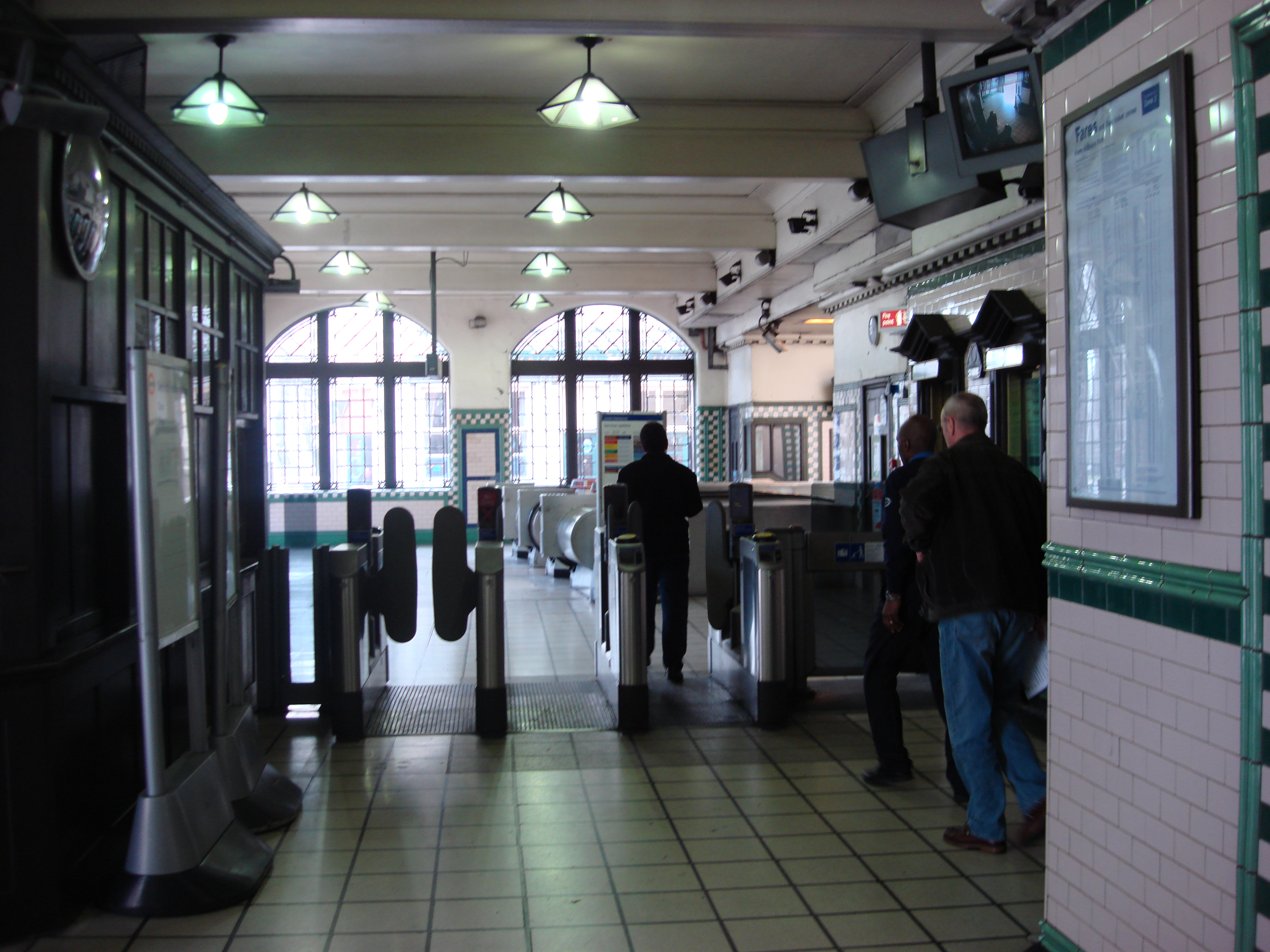
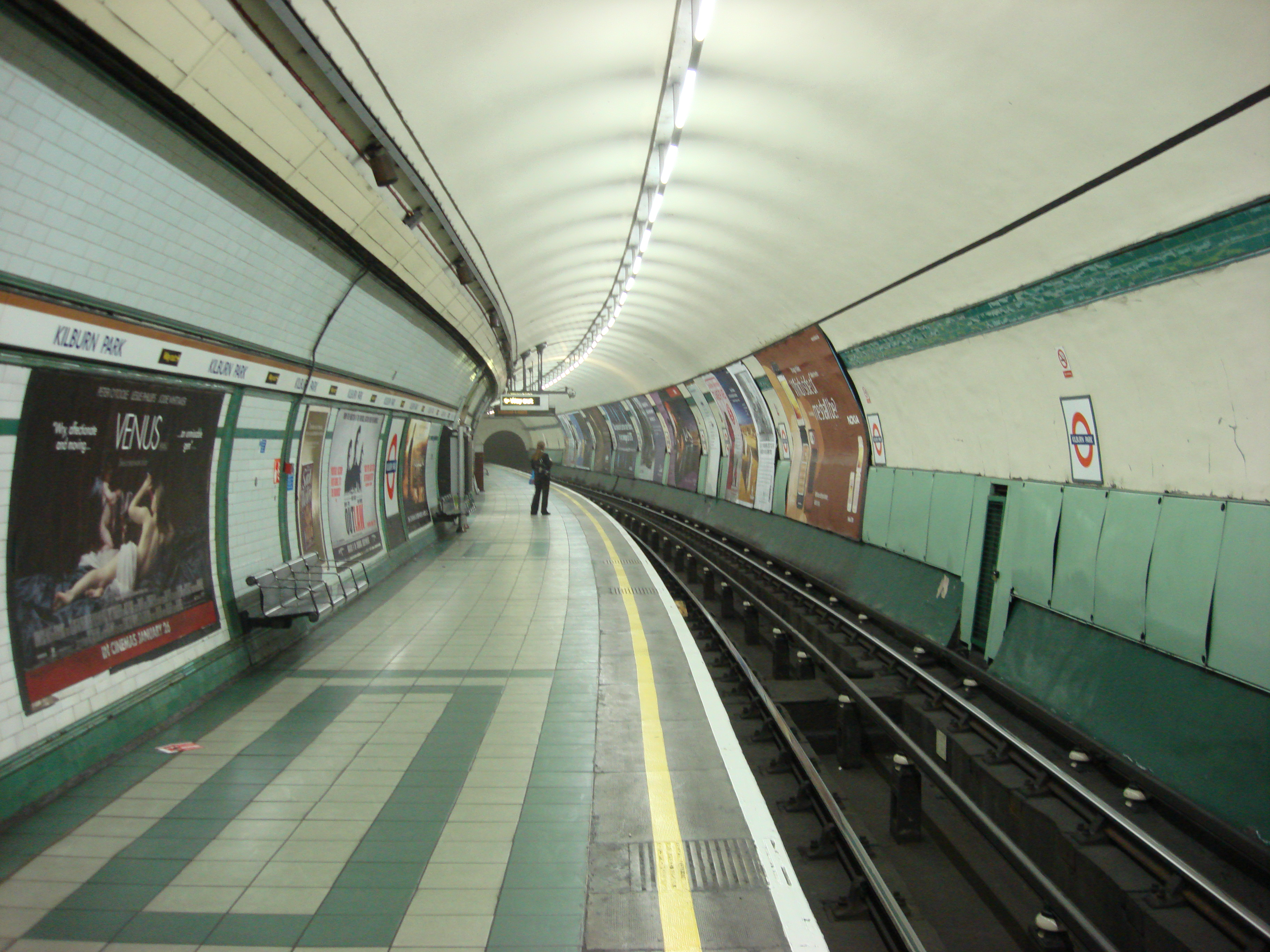
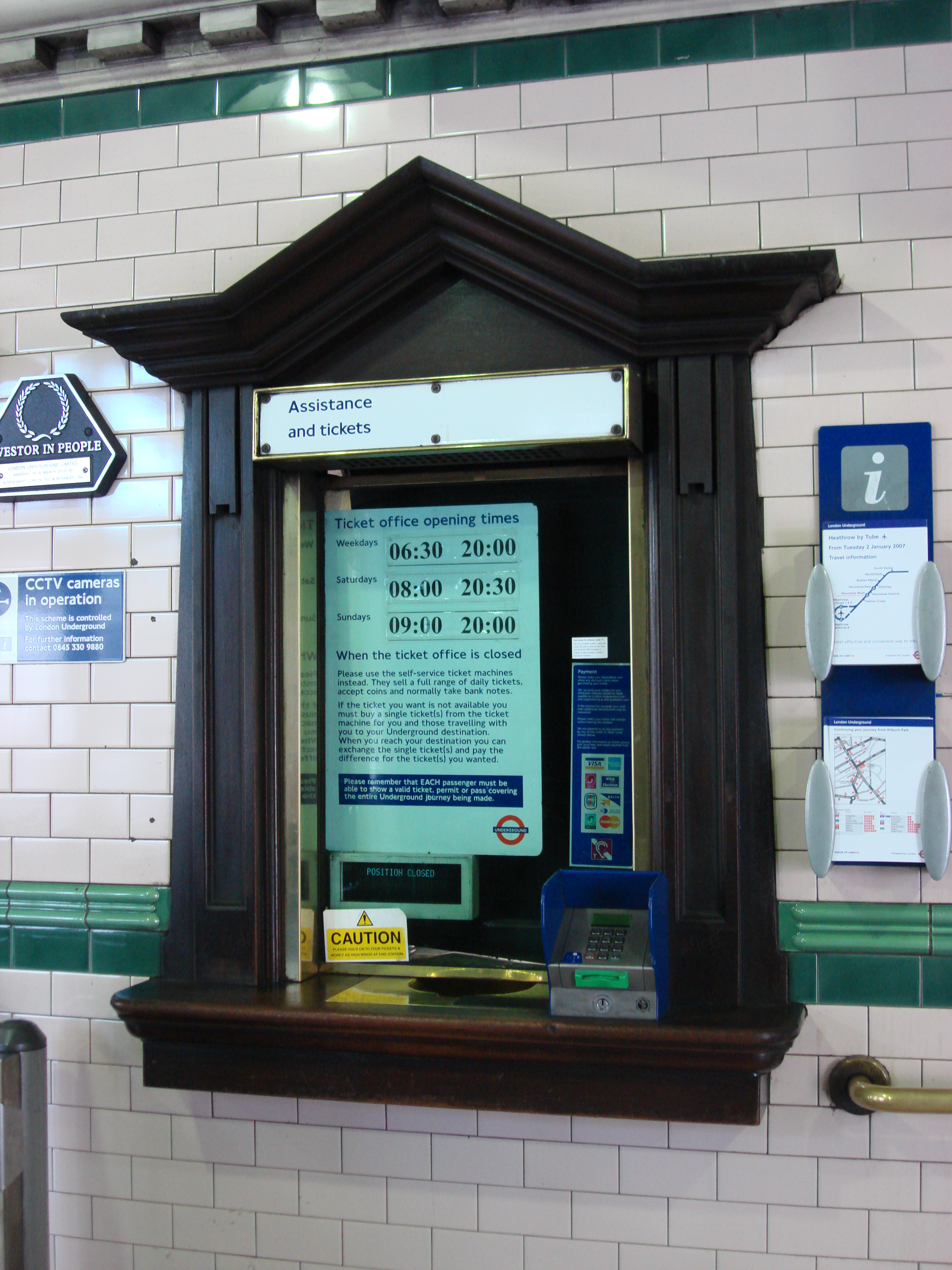
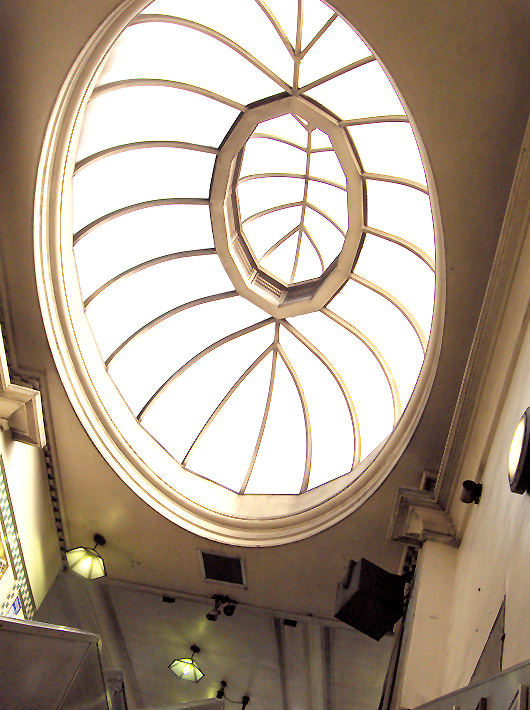